# Pepa López
Pepa López (La Vila Joiosa, Marina Baixa, 1953?) és una actriu valenciana de teatre, cinema i televisió.
L'any 1979 inicia la seva formació com a actriu assistint a classes impartides per Ferruccio Soleri, Lee Strasberg o Anatoli Vassiliev. Ha participat com a actriu en nombrosos muntatges, molts d'ells dirigits per Carme Portacelli, com Prometeu (2010), Josep i Maria (2008), Cançons dedicades (2004), Retorn al desert (2002), Cara de foc (2001) o Por, menjar-se ànima (2000).
També ha treballat en obres com Gabinete Libermann (Els Joglars, 1986), L'hostalera de Carlo Goldoni (dirigida per Sergi Belbel, 1996), Tango de Sławomir Mrożek (dirigida per Gábor Tompa, Teatre Lliure, 1999), Panorama des del pont d'Arthur Miller (dirigida per Rafel Duran, 2006) o Tres Damolette de Thomas Bernhard (dirigida per Rosa Maria Sardà i Carme Cané, 2007).
Ha treballat en cinema i televisió, i ha estat guardonada amb premis com Gran prix Corallo Citta di Alguhero, per la trajectòria com a actriu (2006); Premi a la millor actriu del Festival de Cinema de Salerno i de l'Alguer (2005), pel telefilm Falsa culpable; Premi Memorial Margarida Xirgu (2004), per Cançons dedicades; Premi Butaca a la millor actriu de teatre (2002), per la seva interpretació a Cara de foc; Premi de la crítica teatral de Barcelona a la millor actriu de teatre de la temporada 2000, per la interpretació d'Emi en Por, menjar-se ànima i Premi Tirant 1998 a la millor actriu protagonista de cinema per la interpretació a Subjudice.
En 2016 va fitxar per la segona temporada de la sèrie de TV3 Merlí, en la qual va interpretar el personatge de Coralina, professora d'història, cap d'estudis i antagonista del professor de filosofia Merlí, interpretat per Francesc Orella.